# Gmina Kawęczyn
Kawęczyn (deutsch Kaweczyn, 1943–1945 Karnau) ist ein Dorf und Sitz der gleichnamigen Landgemeinde im Powiat Turecki der Wojewodschaft Großpolen in Polen.

## Gemeinde
Zur Landgemeinde Kawęczyn gehören folgende Ortsteile mit einem Schulzenamt:
| Będziechów Chocim Ciemień Dzierzbotki Dziewiątka Głuchów Kawęczyn Kowale Pańskie Kowale Pańskie-Kolonia | Leśnictwo Marcinów Marcjanów Marianów Marianów-Kolonia Młodzianów Milejów Nowy Czachulec Nowy Świat | Okręglica Siedliska Skarżyn Stanisława Tokary Pierwsze Tokary Drugie Wojciechów Żdżary |